# Mercedes-Benz W06
La sigla W06 identifica una piccola famiglia di autovetture di gran lusso prodotte dal 1926 al 1934 dalla Casa tedesca Mercedes-Benz.

## Profilo storico
I modelli della serie W06 costituiscono un capitolo importantissimo nella storia della Mercedes-Benz, poiché si tratta di modelli che hanno rappresentato l'apice dell'evoluzione tecnica nella produzione Mercedes-Benz durante gli anni venti e perché si tratta anche del primo vero caso di vetture che hanno coniugato nel migliore dei modi la sportività d'alto livello alle caratteristiche dell'auto di lusso. Le loro prestazioni e le loro caratteristiche tecniche hanno rappresentato quanto di meglio si potesse offrire in campo automobilistico negli anni venti del Novecento. Oltre a ciò vanno tenuti presente i notevoli riscontri in campo agonistico delle evoluzioni più potenti di tali modelli. I modelli della serie W06 hanno affiancato nei primi anni i modelli del tipo K. Sia questi ultimi che i modelli W06 sono stati derivati dalla Mercedes-Benz Typ 630, a sua volta strettamente derivata dalla Mercedes 24/100/140 PS.
A metà degli anni venti cominciarono a nascere alcuni tipi di competizione riservate ad autovetture di tipo stradale, in maniera tale da servire come forte veicolo pubblicitario per quelle vetture destinate ad un uso stradale, ma con un forte temperamento sportivo. Era infatti evidente che le vetture da competizione dure e pure si stavano fortemente distaccando già all'epoca dalla normale produzione di serie, sia dal punto di vista meccanico, sia dal punto di vista puramente estetico. I grandi risultati ottenuti dalle Case automobilistiche più competitive accendevano nel pubblico un entusiasmo fine a sé stesso, non ricollegabile in alcun modo alle vetture che le stesse Case automobilistiche commercializzavano in quegli anni.
Perciò nacquero queste gare particolari, riservate a vetture di serie o da esse derivate, in modo da dare visibilità alle potenzialità di molti modelli. Molti di questi modelli, tra l'altro, non nascevano tanto per fini sportivi, quanto per offrire il massimo in fatto di lusso, comfort e prestazioni. I modelli della serie W06 erano tra questi ultimi: i grandi risultati ottenuti in ambito sportivo si devono al fatto che i vertici Mercedes-Benz si sono resi conto delle effettive potenzialità di tali modelli solo in un secondo momento. I modelli W06 hanno fuso insieme il concetto di lusso e comfort con quello di sportività come nessun altro modello di quell'epoca ha saputo fare. Tale caratteristica ha fatto sì che fossero veramente pochi i modelli in grado di contrastare le Mercedes-Benz W06 dal punto di vista commerciale. Come consuetudine dell'epoca, specie nelle auto di così alto lignaggio, spesso venivano assemblati solo gli autotelai, che poi venivano fatti "vestire" su richiesta del cliente da altri carrozzieri. La maggior parte delle vetture finite, però, erano interamente opera della Mercedes-Benz, che provvedeva a carrozzarle presso lo stabilimento di Sindelfingen.

### Genesi della serie W06
La genesi dei modelli della serie W06 ha inizio quando i vertici della neonata Mercedes-Benz affidarono al vulcanico Ferdinand Porsche il compito di progettare un'evoluzione della Typ 630, vettura di successo, ma criticata da quella fetta di clientela che voleva prestazioni maggiori. Porsche sperava nell'aiuto finanziario della dirigenza, ma tale richiesta gli fu negata. Egli dovette quindi affidarsi al materiale di cui già disponeva: all'inizio del 1926 i modelli più prestanti di cui Porsche poteva servirsi erano i modelli del tipo K. Il  autotelaio del tipo K venne quindi ripreso ed abbassato. Inoltre i supporti del motore vennero montati in posizione più arretrata di circa 30 cm. Questo perché con un motore alloggiato in posizione più arretrata si poteva avere una migliore distribuzione dei pesi tra avantreno e retrotreno. Anche l'impianto frenante, del tipo a tamburi, subì delle modifiche e dotato di servocomando del tipo Dewandre per aumentare la forza frenante senza costringere ad uno sforzo immane sul pedale.
Le novità più rilevanti si ebbero nel propulsore, un 6 cilindri in linea da 6.8 litri nato dalla rialesatura del 6.2 litri montato sulla Typ 630. Questo nuovo motore, denominato M9856, mantenne la soluzione della sovralimentazione tramite compressore volumetrico Roots ad inserimento automatico. I condotti di scarico vennero ridisegnati in maniera tale da uscire direttamente dal lato destro del vano motore. I tratti dei condotti di scarico immediatamente successivi alle valvole di scarico andavano a riunirsi a due a due tra di loro, in modo tale che all'uscita del vano motore si avevano tre tubi di scarico. Questi tubi erano ricoperti di spire in amianto ed ottone nichelato ed erano appositamente studiati da Ferdinand Porsche per smaltire velocemente il calore che si veniva a produrre nel vano motore. Ma uno dei più pittoreschi effetti collaterali ottenuti con tale sistema fu il non indifferente impatto scenico che all'epoca fece scalpore.
Con tali caratteristiche, la Mercedes-Benz si avviò alla commercializzazione del modello definitivo.

### Mercedes-Benz Typ S

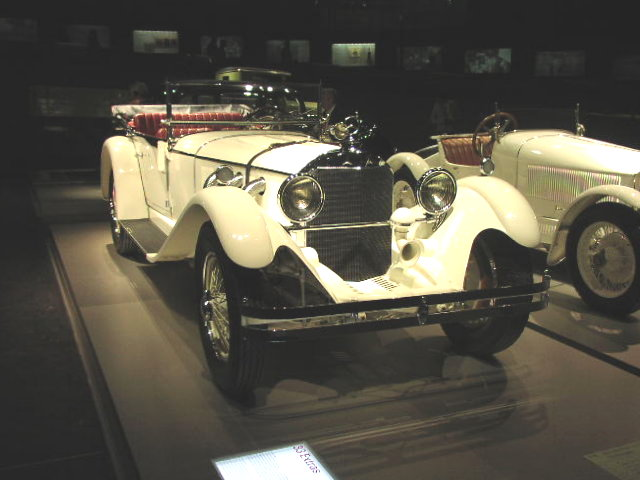
Una 26/170/225 PS Typ S

Presentata alla fine del 1926, la Typ S, o semplicemente S (iniziale di Sport), è il primo modello appartenente alla famiglia W06. In realtà, ad essere precisi, l'iniziale sigla di progetto delle prime Typ S era W9856: solo a partire dal 1928 avrebbe assunto la nuova sigla W06. Poco dopo il suo debutto commerciale, avvenuto all'inizio del 1927, si ebbe anche il suo esordio nelle competizioni, avvenuto il 19 giugno dello stesso anno in occasione della gara inaugurale del circuito del Nürburgring. Fu Rudolf Caracciola ad aggiudicarsi la gara al volante di una Typ S. Un'altra Typ S, pilotata da Adolf Rosenberger, giunse seconda. Tale risultato fu un gran biglietto da visita per il nuovo modello Mercedes-Benz. L'enorme cifra di 26 000 marchi richiesta per il solo autotelaio della Typ S non scoraggiò quei fortunati che potevano permettersela.
Realisticamente, però, la Typ S era piuttosto inadeguata alle prestazioni del motore. Nonostante gli sforzi di Ferdinand Porsche per assicurare un ottimo impianto frenante, la 680 S (così veniva chiamata ufficialmente) stentava ad ottenere spazi di frenata soddisfacenti anche a causa della massa elevata. Inoltre, lo stesso impianto frenante necessitava di un'accurata manutenzione periodica.
Tale neo, non da poco, avrebbe gettato un'ombra anche nei successivi modelli W06, ma nonostante ciò essi avrebbero collezionato grandi consensi e svariate vittorie in campo sportivo.
Per quanto riguarda le altre caratteristiche, la 680 S montava un cambio a 4 marce con frizione multidisco a secco e sospensioni ad assale rigido con molle a balestra.

#### Versioni e caratteristiche
Sono esistite quattro versioni del modello Typ S, caratterizzati come segue:
| Versione      | Anni di produzione | Codice motore | Massa (kg) | Velocità max (km/h) | Esemplari prodotti |
| ------------- | ------------------ | ------------- | ---------- | ------------------- | ------------------ |
| 26/120/180 PS | 1926-27            | M9856         | 1680       | 178                 | 26                 |
| 26/170/225 PS | 1928-30            | M06           | 1720       | 190                 | 138                |
| 26/140/180 PS | 1926-27            | M9856         | 1700       | 188                 | 2                  |
| 26/180/250 PS | 1929               | M06           | 1750       | 195                 | 8                  |

Gli 8 esemplari della versione 26/190/250 PS sono stati realizzati a partire da altrettanti esemplari dei 138 in cui è stata prodotta la versione 26/170/225 PS. Non vanno quindi considerate nel conteggio totale degli esemplari di Typ S prodotti. Le ultime due versioni mostrate nella tabella sono state utilizzate unicamente a fini agonistici.

### Mercedes-Benz Typ SS

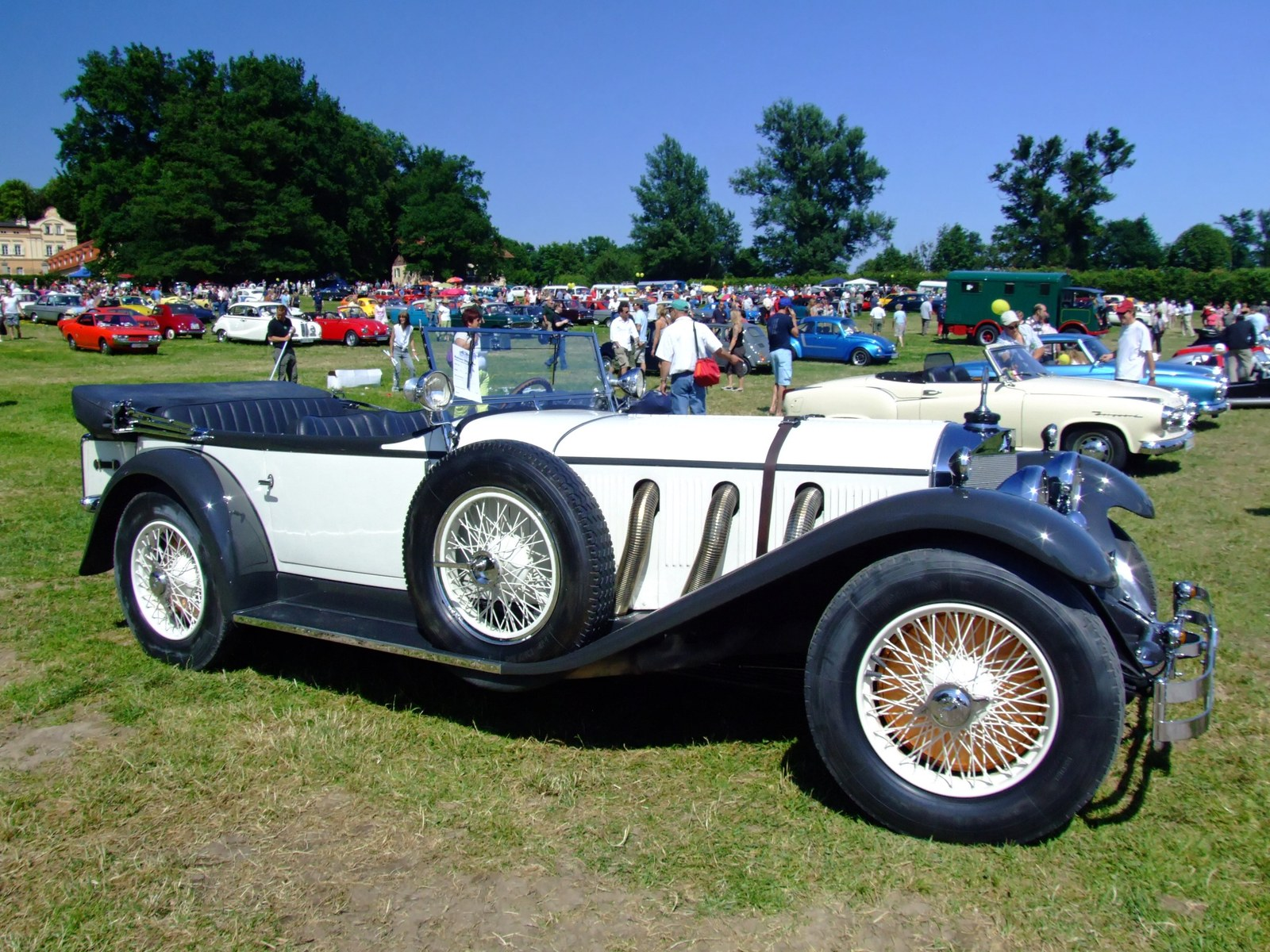
Una Mercedes-Benz Typ SS: si notino i tre tubi di scarico tipici dell'intera famiglia di modelli

Presentata alla fine del 1927, la Typ SS (Super Sport) ha cominciato ad essere commercializzata all'inizio dell'anno seguente. Si trattava in pratica di una Typ S maggiormente orientata verso il comfort di marcia e non andava a sostituire la Typ S stessa, bensì ad affiancarla. Ferdinand Porsche è arrivato alla realizzazione della Typ SS utilizzando quattro prototipi sperimentali. Le differenze con la Typ S sono non da poco, sia meccanicamente che dal punto di vista del corpo vettura.
Il motore ha usufruito di un'ulteriore rivisitazione, consistente nell'aumento dell'alesaggio, passato da 98 a 100 mm. Tale motore, siglato M06, raggiunse così una cilindrata di 7.1 litri. Pressoché invariate le soluzioni adottate nel resto della meccanica. Il corpo vettura della Typ SS si differenzia da quello della Typ S per il posto guida più rialzato e sistemato in modo da offrire maggior spazio interno per gli occupanti. Gli stessi interni sono stati rifiniti in modo più lussuoso.
Analogamente alla Typ S, anche per quanto riguardava la Typ SS non tutte le quattro versioni prodotte portavano la sigla di progetto W06. In particolare, le versioni destinate ad un uso stradale avevano la sigla di progetto W1156, mentre quelle impiegate prevalentemente per uso agonistico (ma non solo) erano invece codificate come W06.
In virtù della cilindrata passata da 6.8 a 7.1 litri, le Typ SS erano anche note con le sigle numeriche 700 e 710 (anziché 680 come nelle Typ S). In particolare, la primissima versione ad esordire, che era anche la meno prestante, era nota anche come 700 SS, mentre le altre tre versioni erano note come 710 SS.
Nonostante fosse rivolta ad una clientela che preferiva maggior comfort, anche la Typ SS non mancò quindi di essere utilizzata anche in campo agonistico, dove seppe anch'essa cogliere numerose affermazioni in contemporanea con la Typ S.

#### Versioni e caratteristiche
La tabella seguente riassume le quattro versioni della Typ SS: a differenza della tabella relativa alla Typ S non viene incluso il codice del motore, che sulle Typ SS è solo il motore M06. Viene invece inserito il codice di progetto, non sempre W06 per tutte le versioni.
| Versione            | Anni di produzione | Codice progetto | Massa (kg) | Velocità max (km/h) | Esemplari prodotti |
| ------------------- | ------------------ | --------------- | ---------- | ------------------- | ------------------ |
| 700SS 27/140/200 PS | 1927-28            | W1156           | 1680       | 185                 | 4                  |
| 710SS 27/160/200 PS | 1928-30            | W1156           | 1650       | 185                 | 31                 |
| 710SS 27/170/225 PS | 1928-34            | W06             | 1735       | 190                 | 2                  |
| 710SS 27/180/250 PS | 1929-30            | W06             | 1750       | 195                 | 8                  |

### Mercedes-Benz Typ SSK

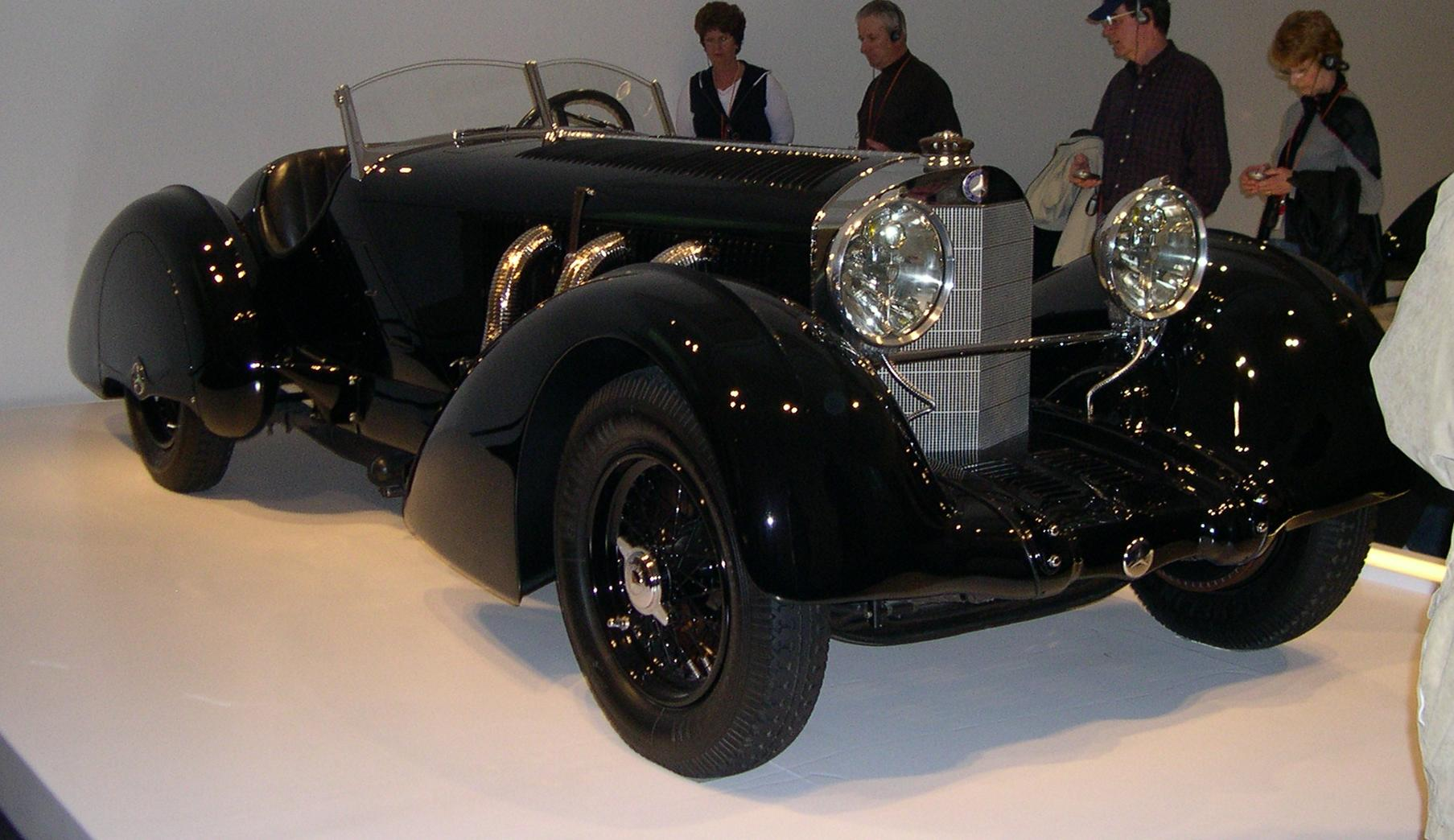
Una SSK d'eccellenza: quella del Conte Carlo Felice Trossi, noto pilota dell'epoca

Nel periodo in cui le Typ S ed SS spadroneggiavano nelle competizioni, stavano diffondendosi anche le corse in salita, caratterizzate da percorsi misti e curve strette. Le imponenti dimensioni di questi modelli non aiutavano molto in gare del genere, poiché le Typ S ed SS risultavano troppo goffe e poco maneggevoli a causa del passo, troppo lungo per una vettura che deve partecipare ad una gara su misto. Nonostante i telai delle Typ S e delle Typ SS derivassero strettamente dal telaio accorciato della Modell K, si rese necessario un ulteriore drastico accorciamento. Ancora una volta Ferdinand Porsche mise mano al nuovo progetto: preso un telaio di una Typ S, ne ridusse il passo di ben 45 cm, dando origine alla SSK (Super Sport Kurz, dove Kurz in tedesco significa corto, riferito al passo accorciato). A titolo di curiosità, inizialmente la vettura doveva chiamarsi SK, vista la base di partenza, che era il telaio della Typ S. Ma dal momento che sul telaio accorciato sarebbe stato montato il 7.1 litri della Typ SS, la denominazione ufficiale cambiò in SSK.
Tutte le SSK sono state utilizzate, chi più chi meno in ambito agonistico, un campo di utilizzo per il quale erano state espressamente concepite, ma erano anche vetture utilizzate spesso per un normale impiego stradale. Erano vetture ad altissime prestazioni per l'epoca, tanto che la sigla 710, utilizzata sulle Typ SS, venne modificata in 720, nonostante il propulsore utilizzato ed anche il resto della meccanica non presentasse grosse novità rispetto alle Typ SS. Le uniche di rilievo stavano nelle SSK più spinte, che utilizzavano un compressore volumetrico più grande e prestante, soprannominato "elefante". Altra piccola novità meccanica era la frizione a 4 dischi a secco.
La SSK è stata l'ultima Mercedes-Benz W06 ad essere stata progettata da Ferdinand Porsche, il quale, alla fine del 1928, avrebbe lasciato la Casa tedesca per aprire un suo studio di progettazione.
Nonostante la sua concezione sportiva e l'allestimento più spartano, la SSK raggiungeva prezzi di listino molto alti, circa 33 000 marchi.

#### Versioni e caratteristiche
Della SSK sono state prodotte solamente due versioni, entrambe contrassegnate dalla sigla di progetto W06 ed equipaggiate da un motore M06.
| Versione             | Anni di produzione | Massa (kg) | Velocità max (km/h) | Esemplari prodotti |
| -------------------- | ------------------ | ---------- | ------------------- | ------------------ |
| 720SSK 27/170/225 PS | 1928-33            | 1520       | 188                 | 32                 |
| 720SSK 27/180/250 PS | 1928-33            | 1525       | 188                 | 4                  |

### Mercedes-Benz Typ SSKL

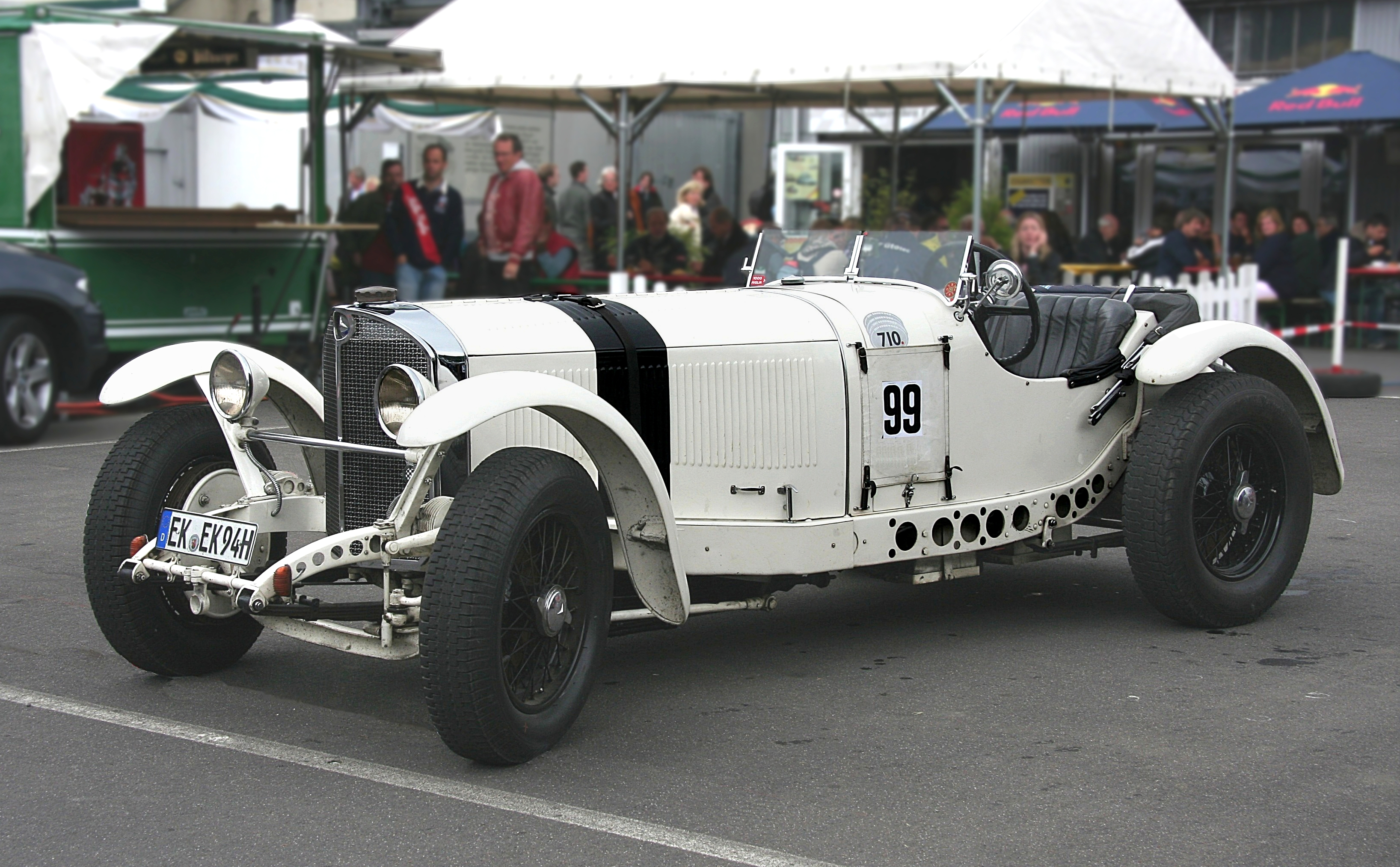
Una SSKL: si notino i fori di alleggerimento lungo i longheroni del telaio

Nonostante anche le SSK seppero cogliere importanti risultati sui tracciati di gara, il progetto W06 stava cominciando a sentire il peso della sua anzianità. Per questo motivo, si doveva mettere nuovamente mano a tale progetto per evolverlo in maniera ancora più estrema. Ferdinand Porsche aveva appena lasciato la Mercedes-Benz ed al suo posto arrivò Hans Niebel, anch'egli un talentuoso personaggio. Nel 1929 prese un telaio nudo di una SSK e prese ad alleggerirlo in maniera considerevole praticando dei grossi fori lungo i longheroni del telaio stesso. Alla fine della cura dimagrante, la vettura finita arrivava a pesare ben 170 kg in meno. Nacque così la SSKL, vettura concepita unicamente per le competizioni, dove venne utilizzata con successo. Meccanicamente, il propulsore utilizzato era siglato M06 RS e raggiungeva una potenza massima di 300 CV a 3400 giri/min.
Anche tale modello ebbe dei gran successi nelle competizioni. Per vincere anche nei circuiti più veloci, come quello dell'AVUS, venne approntata una SSKL con carrozzeria aerodinamica, che ottenne buoni risultati proprio su tali circuiti, ma decisamente meno nel misto.

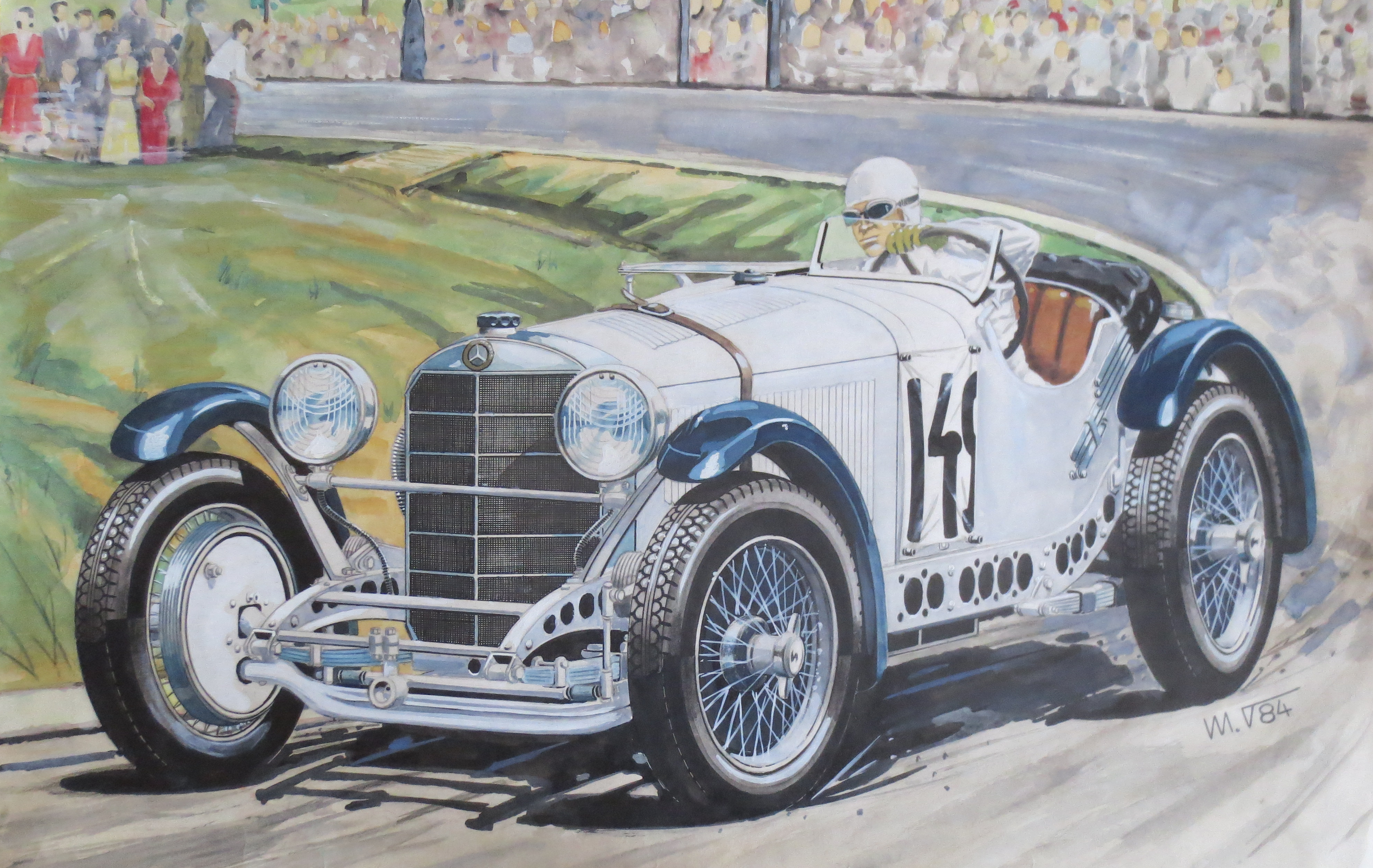
Rudolf Caracciola, Mercedes-Benz SSKL, Zbraslav-Jíloviště (1931)

È esistita una sola versione della SSKL, le cui caratteristiche tecniche erano:
- motore: M06 RS;
- cambio: a 4 marce;
- frizione: a 4 dischi a secco;
- freni: a tamburo con servofreno Dewandre;
- sospensioni: ad assale rigido con molle a balestra;
- lunghezza: 4.25 m;
- larghezza: 1.7 m;
- passo: 2.95 m;
- massa: 1352 kg;
- velocità massima: 208 km/h (225 km/h per la versione aerodinamica);
- esemplari prodotti: 12.

### Attività sportiva

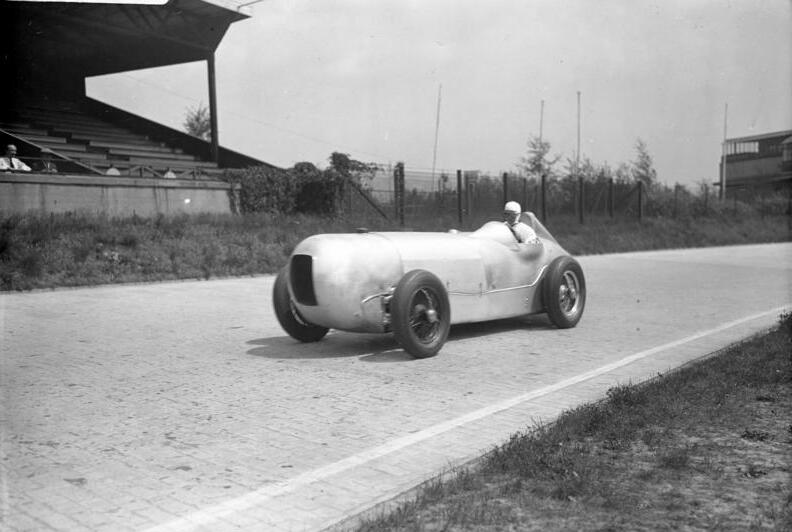
La SSKL con carrozzeria aerodinamica pilotata da von Brauchitsch

Come già ripetuto più volte, la carriera sportiva dei modelli della famiglia W06 è stata costellata di successi in campo agonistico. Basti pensare che nel solo 1927, la Typ S è riuscita a collezionare circa un centinaio di affermazioni e che nel 1928 ha totalizzato ben 53 primi posti! Elencare tutti i successi di queste vetture sarebbe quindi pressoché impossibile.
Vale la pena ricordare ancora una volta il primissimo successo della Typ S pilotata da Rudolf Caracciola durante la gara inaugurale del Nürburgring, il 19 giugno 1927. Lo stesso pilota si affermò anche alla salita del Klausen in quello stesso anno. Sempre con la Typ S, anche altri piloti colsero innumerevoli affermazioni, tra cui Otto Merz, Willy Walb, Christian Werner ed anche una donna, Ernes Merck, che però poco tempo dopo, alla fine del 1927, sarebbe rimasta uccisa in un incidente.
Per quanto riguarda le Typ SS, va ricordato il loro esordio al Gran Premio di Germania del 1927. Queste Typ SS furono private di fari e parafanghi e finirono ai primi tre posti, sbaragliando una concorrenza agguerrita costituita tra l'altro da vetture Alfa Romeo e Bugatti. Ed ancora, sempre con la Typ SS, il 17 agosto del 1929, Rudolf Caracciola vinse il Tourist Trophy alla media di 117.2 km/h.

Anche le più agili SSK si fecero valere subito: mattatore di tale successo fu ancora Rudolf Caracciola, che vinse innumerevoli gare in salita e su circuito, tra cui la Schauinsland di Friburgo e sul circuito del Semmering a Vienna. Ed ancora vanno ricordate le due edizioni del Campionato Europeo della montagna del 1930 e del 1931, vinte sempre dalla SSK.
Molto nutrito anche il palmarès della SSKL, che comprende una vittoria alla Mille Miglia del 1931, sempre per mano di Caracciola. Lo stesso pilota, sempre nel 1931, si aggiudica il primo posto all'Avus e altri due primi posti in due gare tenutesi al Nürburgring.
Dopo che Caracciola, alla fine del 1931, passò all'Alfa Romeo, il suo posto venne preso da Hans Stuck, il quale si aggiudicò numerose altre gare, sempre su SSKL.
Nel 1932, il pilota Manfred von Brauchitsch fece "vestire" una SSKL con una carrozzeria aerodinamica per risultare competitiva in vista della sua imminente gara a Berlino, presso il circuito dell'Avus. Artefice di questa carrozzeria fu il barone Reinhard von Koenig-Fachsenfeld, un luminare dell'aerodinamica. La vettura che ne risultò era completamente diversa dalle "normali" SSKL, per via della sua silhouette a siluro di colore argenteo (da qui poi l'appellativo frecce d'argento). Von Brauchitsch dovette confrontarsi con le temibili e più leggere Alfa Romeo, ma la sua idea si rivelò vincente: la sua SSKL riuscì a tagliare per prima il traguardo, cogliendo una delle più significative vittorie ottenute da una SSKL.

### Fine carriera
Durante la prima metà degli anni trenta, le Mercedes-Benz della famiglia W06 persero progressivamente mordente a causa dell'arrivo di vetture più leggere, maneggevoli e prestanti. Inoltre, venne istituito un nuovo regolamento che fissava a 750 kg il limite massimo di peso a secco di ogni vettura. Ciò decretò la fine della carriera delle Mercedes-Benz W06. Ciò costrinse i vertici della Casa a porre fine nel 1934 alla produzione di queste vetture, per cominciare a lavorare a nuovi modelli molto più competitivi.
Per quanto riguardava le versioni stradali dei modelli W06, essi sarebbero stati sostituiti dalla Mercedes-Benz 500K e dalla Mercedes-Benz 770, già in listino da alcuni anni, e che aveva già raccolto a suo tempo l'eredità della Modell K.
Lo spazio lasciato vuoto dagli stessi modelli in campo agonistico sarebbe stato invece colmato dall'arrivo della Mercedes-Benz W25, pesante appena 750 kg, come voleva il nuovo regolamento.